# Schulaufsichtsgesetz
Ein Schulaufsichtsgesetz ist allgemein ein Gesetz, das die Aufsicht des Staates über die Schulen regelt.

## Hintergrund
Erste Gesetze dieser Art entstanden in Deutschland im Lauf des 19. Jahrhunderts. Zuvor lag die Schulaufsicht in den Händen der kirchlichen und kommunalen Träger.
Ziel der gesetzlichen Regelung war über das Bedürfnis nach Vereinheitlichung hinaus, den Einfluss insbesondere der katholischen Kirche auf das Bildungswesen einzuschränken. Solche Gesetzgebungen trafen daher auf den teilweise erbitterten Widerstand der katholischen Kirche, beispielsweise im sogenannten Badischen Schulstreit, der eine Reaktion auf das von der liberalen badischen Regierung am 29. Juli 1864 beschlossene Schulgesetz war.

## Preußisches Schulaufsichtsgesetz
Bekannt vor allem aber ist das Schulaufsichtsgesetz vom 11. März 1872, durch das der preußische Kultusminister Adalbert Falk auf Veranlassung Bismarcks die kirchliche Schulinspektion im Königreich Preußen aufhob und alle Schulen der staatlichen Aufsicht unterstellte.
Bis dahin unterstand die Volksschule der geistlichen Schulaufsicht durch die katholische oder evangelische Kirche sowie unter Umständen Patronatsrechten von Grundherren. Die Maßnahme gehört in den Kulturkampf. Sie trug Bismarck die Ablehnung nicht nur der Zentrumspartei, sondern auch der evangelischen Altkonservativen ein.
Die höheren Schulen unterstanden bereits ab 1787 der staatlichen Aufsicht durch das Berliner Oberschulkollegium, das der aufklärerische Kultusminister Karl Abraham von Zedlitz eingeführt hatte, um die höheren Schulen der geistlichen Kontrolle zu entziehen, aber vorerst trotzdem von Theologen besetzt wurde.

## Heute
Heute wird die Aufsicht in Deutschland durch die Schulgesetze der Bundesländer geregelt. Der Anspruch und die Pflicht staatlicher Schulaufsicht besteht nach Art. 7 Grundgesetz.
In Österreich regelt die Schulaufsicht das Bildungsdirektionen-Einrichtungsgesetz, BGBl. I Nr. 138/2017. Dieses ersetzt das frühere Bundes-Schulaufsichtsgesetz, BGBl. Nr. 240/1962.